# Мельников, Алексей Николаевич (1905—1964)
Алексей Николаевич Мельников (9 февраля 1905 — 30 июня 1964) — советский военный деятель, генерал-майор, во время Великой Отечественной войны военный советник Народно-освободительной армии Югославии.

## Биография
В РККА с 1925 года. Член ВКП(б) с 1928 года. Окончил 1-ю Ленинградскую артиллерийскую школу им. Красного Октября (1925—1929), командный факультет Военной академии механизации и моторизации РККА им. Сталина (1932—1937), Академию Генерального штаба РККА (1938—1940).
Командир взвода артиллерийского полка (сентябрь 1929 — сентябрь 1932).
Помощник начальника 1-го отделения Отдела автобронетанковых войск штаба Киевского Особого ВО (май 1937 — декабрь 1938).
В распоряжении ГРУ штаба РККА (июль — август 1940). Помощник, заместитель начальника 5-го отдела ГРУ Генштаба Красной Армии (август 1940 — июнь 1941).
Участник Великой Отечественной войны. Заместитель начальника штаба Резервного Фронта, 2-й ударной армии (1941—1943).
Заместитель начальника отдела ГРУ Генштаба Красной Армии (1943—1944).
Старший помощник начальника Советской военной миссии в Югославии, военный советник — инструктор РО Верховного штаба Народно-освободительной армии Югославии (февраль 1944 — март 1946).
На различных постах в Генштабе Советской Армии. Преподаватель (1946—1962), начальник кафедры (1962—1964) Военной академии Генштаба ВС.
Похоронен на Новодевичьем кладбище.

## Воинские звания
- Генерал-майор (31.10.1944)

## Награды
- 2 Ордена Ленина
- Орден Красного Знамени
- Орден Отечественной войны 1-й и 2-й степени
- Орден Красной Звезды
- медали